# Carnate
Carnate é uma comuna italiana da região da Lombardia, província de Monza e Brianza, com cerca de 7.303 habitantes. Estende-se por uma área de 3 km², tendo uma densidade populacional de 2434 hab/km². Faz fronteira com Osnago (LC), Lomagna (LC), Ronco Briantino, Usmate Velate, Bernareggio, Vimercate.

## Demografia
| Variação demográfica do município entre 1861 e 2011                               |
|                                                                                   |
| Fonte: Istituto Nazionale di Statistica (ISTAT) - Elaboração gráfica da Wikipedia |